# Fritz Zwicky

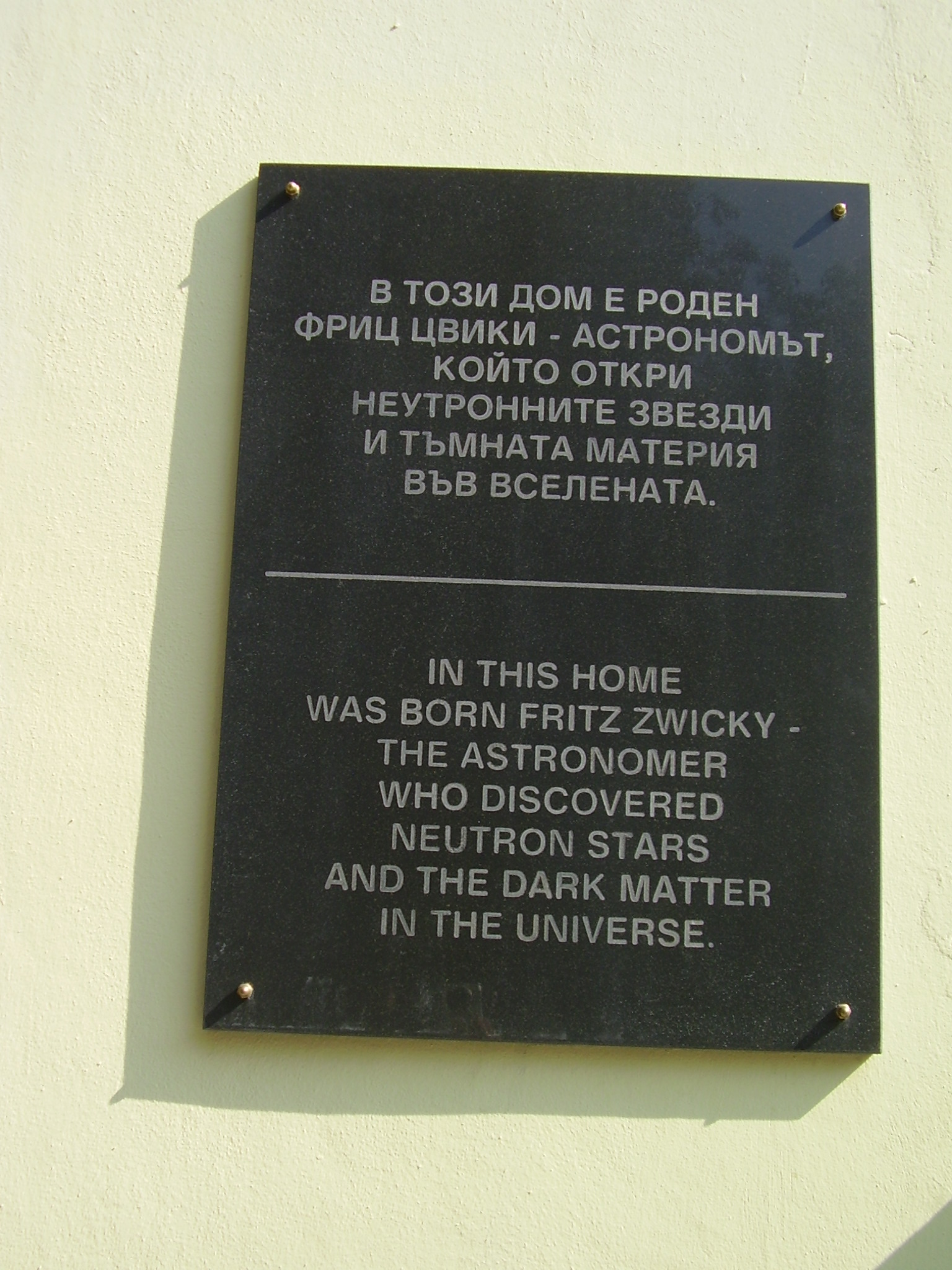
Tablica pamiątkowa na ścianie budynku w Warnie, w którym urodził się Fritz Zwicky. Napis mówi: „W tym domu urodził się Fritz Zwicky, astronom, który odkrył gwiazdy neutronowe oraz ciemną materię we wszechświecie”.

Fritz Zwicky (ur. 14 lutego 1898 w Warnie, zm. 8 lutego 1974 w Pasadenie) – pracujący w USA astronom szwajcarski.

## Życiorys
W 1933 roku obserwując gromady galaktyk zauważył, iż galaktyki w pewnych zgrupowaniach poruszają się z szybkością przekraczającą siłę grawitacji obliczoną na podstawie masy galaktyk, która to siła miała utrzymywać galaktyki w zgrupowaniu. Do wyjaśnienia tego problemu Zwicky zaproponował istnienie ciemnej materii. Zwicky jest również odkrywcą gwiazd neutronowych oraz stworzył termin supernowa (w roku 1934, razem z Walterem Baade). Sam był odkrywcą 120 supernowych (rekord, który został pobity dopiero w 2009 roku). W roku 1937 zaproponował po raz pierwszy istnienie soczewkowania grawitacyjnego. W czasie II wojny światowej zaangażowany był w budowę silników odrzutowych. W latach 1961–1968 był głównym autorem sześciotomowego katalogu galaktyk i gromad galaktyk (Catalogue of Galaxies and of Clusters of Galaxies).
W latach 1938–1948 stworzył metodę zwaną morfologiczną, którą, jak sam twierdził, stosował do rozwiązania problemów. Zwicky był szeroko znany ze swojej niezwykłej kreatywności. Jednakże nie wszystkie jego pomysły się przyjęły.
W 1972 roku otrzymał Złoty Medal Królewskiego Towarzystwa Astronomicznego.

## Rodzina
Ojciec Fritza, Fridolin Zwicky (ur. 1868) był przemysłowcem w Warnie o narodowości szwajcarskiej, a także ambasadorem Norwegii w Warnie w latach 1908–1933. Matka Fritza, Františka Vrček (ur. 1871) była Czeszką.

## Upamiętnienie
Jego imieniem nazwano planetoidę (1803) Zwicky oraz krater Zwicky na Księżycu.